# Geografia Curaçao
Curaçao jest niewielką wyspą należącą do Holandii. Znajduje się w Ameryce Środkowej, a dokładnie na południowym skraju Morza Karaibskiego, około 60 km od wybrzeży Wenezueli. Curaçao charakteryzuje się nizinnym krajobrazem i suchym tropikalnym klimatem. Wyspa Curaçao, jak i sąsiednia Bonaire, zostały odkryte przez Alonso de Ojeda w 1499 roku. Całą wyspę obejmuje Curaçao - autonomiczny kraj wchodzący w skład Królestwa Niderlandów.

## Powierzchnia, skrajne punkty i granice
Powierzchnia – 444 km² zbliżona do powierzchni Warszawy.
Skrajne punkty: północny (Noordpunt) 12°24′N, południowy 12°02′N, zachodni (Westpunt) 69°10′W, wschodni (Punt Kanon) 68°44′W. Wyspa ciągnie się z północnego zachodu na południowy wschód na długości 60 km.
Curaçao poprzez wody terytorialne Morza Karaibskiego graniczy od południa z Wenezuelą. Odległość morzem z portu New Port do Caracas wynosi 391 km.

## Linia brzegowa

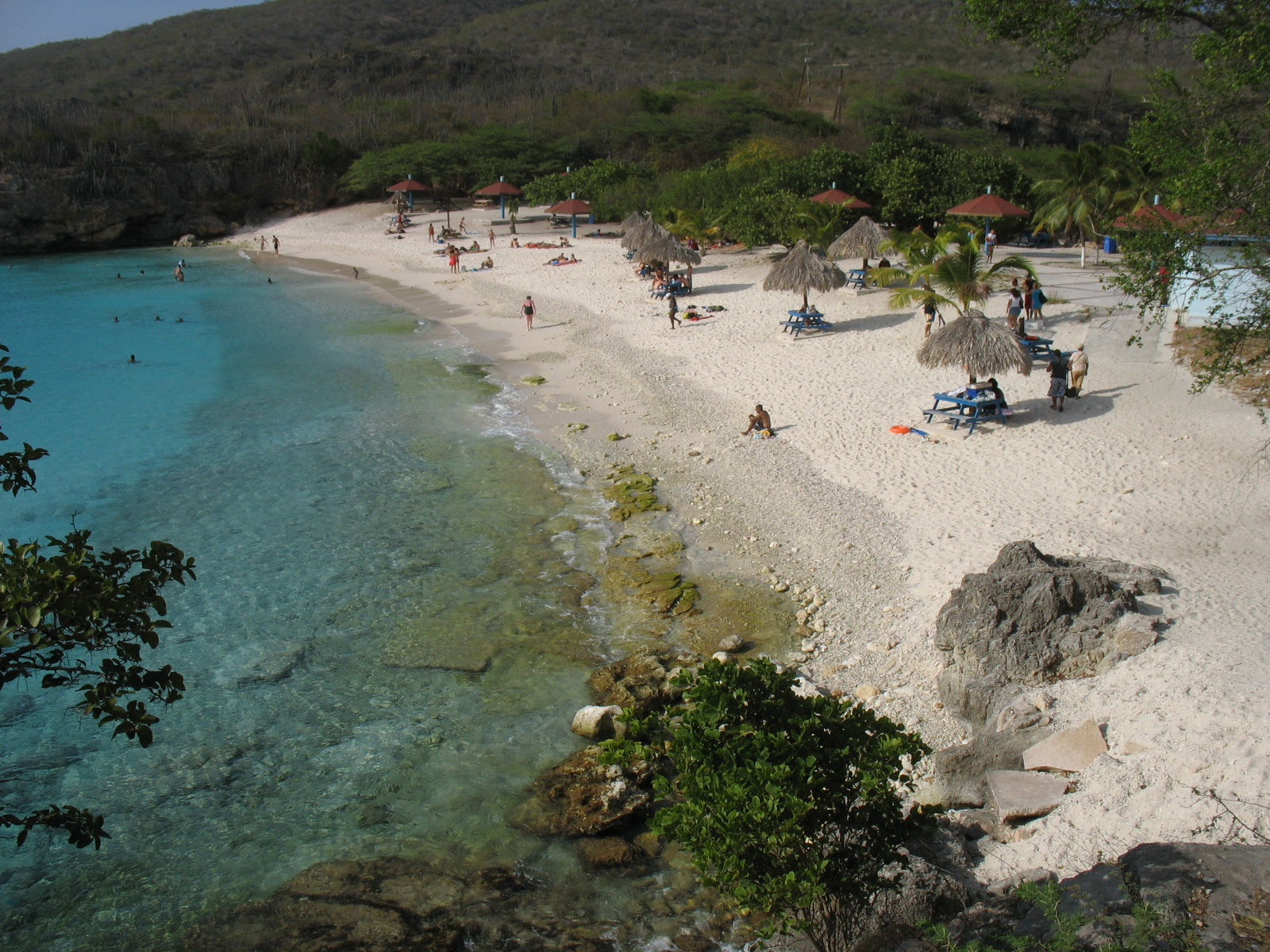
Plażowy odcinek wybrzeża Curaçao

Curaçao cechuje się umiarkowanie rozwiniętą linią brzegową. Podłużna wyspa zwęża się w centralnej części na 3,9 km tworząc w ten sposób dwie szerokie zatoki: Hato po północnej stronie wyspy i Bullen po południowej stronie. Poza tymi dwiema zatokami istnieje szereg innych zatok, głęboko wciętych w ląd, których wyjście tworzy wąski przesmyk. Największą i najbardziej rozczłonkowaną jest Schottegat, nad którą leży miasto Wilemstad i rafineria ropy naftowej. Drugą co do wielkości jest Spaansche Baai - obie na południowym wybrzeżu wyspy. Do innych większych zatok należą głęboka na 2 km Saint Joris-baai na południowym wschodzie oraz nieco krótsza Santa Martha-baai na północnym zachodzie Curoçao. Na południowym zachodzie występują mierzeje, zamykające niewielkie zatoki. Wybrzeże jest ogólnie niskie, w większości skaliste i kamieniste. Plażowych odcinków jest niewiele.

## Budowa geologiczna i rzeźba
Wyspa leży na południowym krańcu płyty karaibskiej. Curaçao zbudowane jest z zasadowych i ultrazasadowych skał wylewnych pochodzących z dolnej kredy. W skład podłoża wyspy wchodzą także utwory składające się z piaskowców, łupków i wapieni, oraz intruzji magmowych. Utwory te pochodzą z dolnej kredy. Po zakończeniu działalności fazy laramijskiej utworzył się o znacznej miąższości zespół skał złożonych z piaskowców i zlepieńców. W środkowej części wyspy występują osady wapieni rafowych pochodzących z miocenu i pliocenu. Południowy skraj wyspy tworzą wapienie rafowe, które proces powstawania się nie zakończył.
Curaçao jest wyspą nizinną, gdzie najwyższe wzniesienia znajdują się w części północnej. Najwyższy szczyt wyspy, Christoffelberg, wznosi się na 372 m n.p.m., a sąsiedni Tafelberg - na 230 m n.p.m. Region tych szczytów ma charakter górzysty. Najwyższym wzniesieniem w południowo-wschodniej części wyspy jest Ronde Klip o wysokości 129 m n.p.m. Wyspa pozbawiona jest monotonii, urozmaicają ją wzniesienia i pofalowania terenu.

## Klimat
Curaçao leży w regionie klimatu podrównikowego, który jest suchy, czego przyczyną jest północno-wschodni pasat. Wiatry te docierając do wyspy tracą wilgoć i nie przynoszą opadów. Klimat kształtują ciepłe prądy okołorównikowe.
Temperatury są wysokie, typowe dla regionów okołorównikowych. W półroczu zimowym średnie wartości wynoszą 22-24 °C, zaś latem 29-31 °C. Dobowe wahania temperatur są niewielkie. Opady są niskie i wynoszą 574 mm. W półroczu letnim występuje kilkumiesięczna pora sucha, a największe opady mają miejsce zimą. Wyspa leże w regionie wolnym od huraganów, które w ten region nie docierają.

## Wody
Sieć rzeczna jest bardzo uboga, co wiąże się z niskimi opadami deszczu i istnieniem pory suchej. Toteż na wyspie występuje niewielkie sieć krótkich rzek okresowych. Na wyspie istnieje kilka niewielkich jezior, największym jest laguna Jan Tiel leżąca w południowej części wyspy.

## Gleby
Curaçao należy do karaibskiej krainy glebowej. Powszechne są czerwonobrązowe gleby sawannowe.

## Flora i fauna

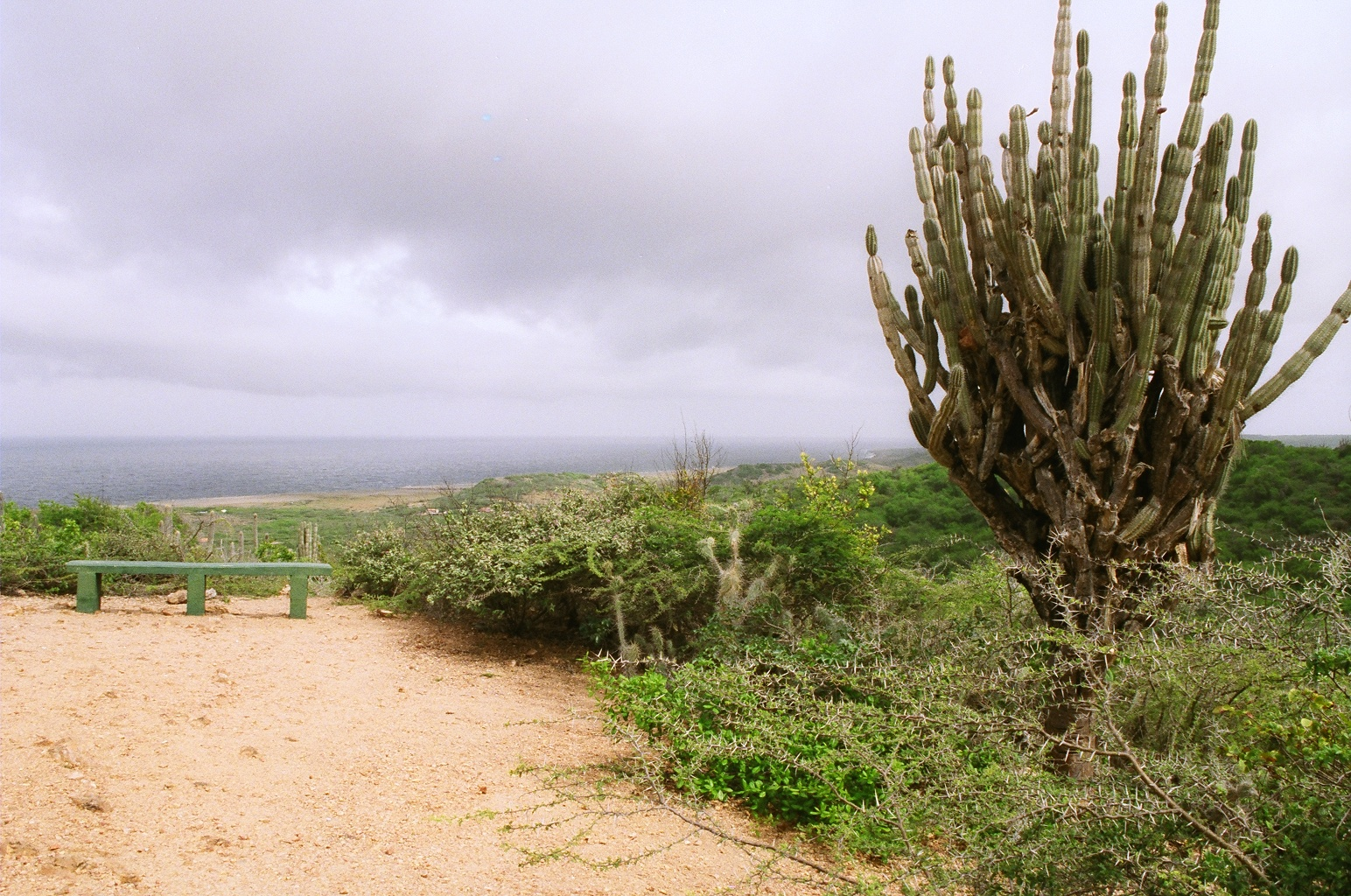
Roślinność wyspy

Szata roślinna jest uboga, co wiąże się nie tylko z klimatem, ale i z poziomem urbanizacji wyspy. O wiele bardziej zabudowane niż Bonaire, Curaçao ma znacznie wyniszczoną szatę roślinną. Jedynie północna część i południowy kraniec wyspy, ma zachowaną szatę roślinną. Powszechną formacją roślinną są sawanny i roślinność kserofityczna. Obszary leśne ograniczają się do niewielkich połaci lasów zwrotnikowych na północy wyspy. Liczne są kaktusowate i sukulenty, na wybrzeżu i w miastach rosną palmy. Na wybrzeżu występują niewielkie fragmenty zarośli namorzynowych.
Świat zwierząt jest z dużym stopniu wyniszczony i ubogi gatunkowo. Liczne są jedynie ptaki (głównie morskie) oraz gady. Bogatszą fauną cechują się jedynie wody przybrzeżne.